# 土持神社
土持神社（つちもちじんじゃ）は宮崎県延岡市妙町にある中世の延岡地方を治めた土持氏の祖霊を祀った神社である。
戦国時代、この近くの松尾城・城主土持高信が大友氏との戦に敗れ、この地で自刃したとされ、のち、いかなる物かは解らないが怪異があった様で、祟りを鎮めるために建立された。
なお、高信は自刃しておらず、家臣が身代わりになっている可能性も高い。そのあたりは土持久綱の項を参照のこと。

## 土持氏
土持神社の祀っている土持氏は16世紀頃まで約700年に渡り延岡地方を治めた。